# Mexiko i olympiska sommarspelen 2016
Mexiko deltog med 124 deltagare vid de olympiska sommarspelen 2016 i Rio de Janeiro. Totalt tog truppen fem medaljer, men inga guld.

## Medaljörer
| Medalj | Namn                     | Sport          | Gren                 | Datum           |
| ------ | ------------------------ | -------------- | -------------------- | --------------- |
| Silver | María Guadalupe González | Friidrott      | Damernas 20 km gång  | 19 augusti 2016 |
| Silver | Germán Sánchez           | Simhopp        | Herrarnas 10 m       | 20 augusti 2016 |
| Silver | María Espinoza           | Taekwondo      | Damernas +67 kg      | 20 augusti 2016 |
| Brons  | Misael Rodríguez         | Boxning        | Herrarnas mellanvikt | 18 augusti 2016 |
| Brons  | Ismael Hernández         | Modern femkamp | Herrarnas tävling    | 20 augusti 2016 |

## Badminton
| Spelare    | Gren       | Grupp                          | Grupp                             | Grupp     | Eliminering       | Kvartsfinal       | Semifinal         | Final / BM        | Final / BM       |
| Spelare    | Gren       | Motståndare Poäng              | Motståndare Poäng                 | Placering | Motståndare Poäng | Motståndare Poäng | Motståndare Poäng | Motståndare Poäng | Placering        |
| ---------- | ---------- | ------------------------------ | --------------------------------- | --------- | ----------------- | ----------------- | ----------------- | ----------------- | ---------------- |
| Lino Muñoz | Herrsingel | Kidambi (IND) L (11–21, 17–21) | Hurskainen (SWE) L (12–21, 11–21) | 3         | Gick inte vidare  | Gick inte vidare  | Gick inte vidare  | Gick inte vidare  | Gick inte vidare |

## Bordtennis
| Spelare       | Gren       | Inledande omgång     | Omgång 1             | Omgång 2             | Omgång 3             | Åttondelsfinal       | Kvartsfinal          | Semifinal            | Final / BM           | Final / BM       |
| Spelare       | Gren       | Motståndare Resultat | Motståndare Resultat | Motståndare Resultat | Motståndare Resultat | Motståndare Resultat | Motståndare Resultat | Motståndare Resultat | Motståndare Resultat | Placering        |
| ------------- | ---------- | -------------------- | -------------------- | -------------------- | -------------------- | -------------------- | -------------------- | -------------------- | -------------------- | ---------------- |
| Marcos Madrid | Herrsingel | Shing (VAN) W 4–0    | Wang Y (SVK) L 1–4   | Gick inte vidare     | Gick inte vidare     | Gick inte vidare     | Gick inte vidare     | Gick inte vidare     | Gick inte vidare     | Gick inte vidare |
| Yadira Silva  | Damsingel  | Allejji (SYR) W 4–0  | Balážová (SVK) L 0–4 | Gick inte vidare     | Gick inte vidare     | Gick inte vidare     | Gick inte vidare     | Gick inte vidare     | Gick inte vidare     | Gick inte vidare |

## Boxning
| Boxare             | Gren            | Omgång 1                | Omgång 2             | Kvartsfinal          | Semifinal              | Final                | Final            |
| Boxare             | Gren            | Motståndare Resultat    | Motståndare Resultat | Motståndare Resultat | Motståndare Resultat   | Motståndare Resultat | Placering        |
| ------------------ | --------------- | ----------------------- | -------------------- | -------------------- | ---------------------- | -------------------- | ---------------- |
| Joselito Velázquez | Lätt flugvikt   | Blanc (ARG) W 3–0       | Dusmatov (UZB) L 0–3 | Gick inte vidare     | Gick inte vidare       | Gick inte vidare     | Gick inte vidare |
| Elías Emigdio      | Flugvikt        | Kharkhüü (MGL) W 3–0    | Ávila (COL) L 0–3    | Gick inte vidare     | Gick inte vidare       | Gick inte vidare     | Gick inte vidare |
| Lindolfo Delgado   | Lättvikt        | Tommasone (ITA) L 0–3   | Gick inte vidare     | Gick inte vidare     | Gick inte vidare       | Gick inte vidare     | Gick inte vidare |
| Raúl Curiel        | Lätt weltervikt | Hu Qx (CHN) L WO        | Gick inte vidare     | Gick inte vidare     | Gick inte vidare       | Gick inte vidare     | Gick inte vidare |
| Juan Pablo Romero  | Weltervikt      | Mangiacapre (ITA) L 1–2 | Gick inte vidare     | Gick inte vidare     | Gick inte vidare       | Gick inte vidare     | Gick inte vidare |
| Misael Rodríguez   | Mellanvikt      | Abdul-Ridha (IRQ) W 3–0 | O'Reilly (IRL) W DSQ | Abdin (EGY) W 3–0    | Melikuziev (UZB) L 0–3 | Gick inte vidare     | 3                |

## Brottning
Förkortningar:
- VT – Vinst genom fall.
- PP – Beslut efter poäng – förloraren fick tekniska poäng.
- PO – Beslut efter poäng – förloraren fick inte tekniska poäng.
- ST – Teknisk överlägsenhet – förloraren utan tekniska poäng och en marginal med minst 8 (grekisk-romersk stil) eller 10 (fristil) poäng.

Herrar, grekisk-romersk stil
| Brottare      | Gren             | Kvalomgång                  | Omgång 1             | Kvartsfinal          | Semifinal            | Återkval 1           | Återkval 2           | Final / BM           | Final / BM |
| Brottare      | Gren             | Motståndare Resultat        | Motståndare Resultat | Motståndare Resultat | Motståndare Resultat | Motståndare Resultat | Motståndare Resultat | Motståndare Resultat | Placering  |
| ------------- | ---------------- | --------------------------- | -------------------- | -------------------- | -------------------- | -------------------- | -------------------- | -------------------- | ---------- |
| Alfonso Leyva | Mellanvikt -85kg | Kobliasjvili (GEO) L 0–3 PO | Gick inte vidare     | Gick inte vidare     | Gick inte vidare     | Gick inte vidare     | Gick inte vidare     | Gick inte vidare     | 19         |

## Bågskytte
| Bågskytt                                       | Gren                           | Rankningsomgång | Rankningsomgång | Omgång 1                | Omgång 2           | Omgång 3             | Kvartsfinal            | Semifinal         | Final / BM         | Final / BM       |
| Bågskytt                                       | Gren                           | Poäng           | Seed            | Motståndare Poäng       | Motståndare Poäng  | Motståndare Poäng    | Motståndare Poäng      | Motståndare Poäng | Motståndare Poäng  | Placering        |
| ---------------------------------------------- | ------------------------------ | --------------- | --------------- | ----------------------- | ------------------ | -------------------- | ---------------------- | ----------------- | ------------------ | ---------------- |
| Ernesto Boardman                               | Herrarnas individuella tävling | 662             | 28              | Puentes (CUB) L 4–6     | Gick inte vidare   | Gick inte vidare     | Gick inte vidare       | Gick inte vidare  | Gick inte vidare   | Gick inte vidare |
| Gabriela Bayardo                               | Damernas individuella tävling  | 648             | 12              | Ray (BAN) W 6–0         | Unruh (GER) L 4–6  | Gick inte vidare     | Gick inte vidare       | Gick inte vidare  | Gick inte vidare   | Gick inte vidare |
| Aída Román                                     | Damernas individuella tävling  | 623             | 38              | Mîrca (MDA) L 4–6       | Gick inte vidare   | Gick inte vidare     | Gick inte vidare       | Gick inte vidare  | Gick inte vidare   | Gick inte vidare |
| Alejandra Valencia                             | Damernas individuella tävling  | 651             | 8               | Lobzjenidze (GEO) W 6–4 | Anagöz (TUR) W 6–5 | Laishram (IND) W 6–2 | Choi M-s (KOR) W 6–0   | Unruh (GER) L 2–6 | Ki B-b (KOR) L 4–6 | 4                |
| Gabriela Bayardo Aída Román Alejandra Valencia | Damernas lagtävling            | 1922            | 5               | i.u.                    | i.u.               | Georgien W 6–0       | Kinesiska Taipei L 4–5 | Gick inte vidare  | Gick inte vidare   | Gick inte vidare |

## Cykling

### Landsväg
| Idrottare          | Gren                | Tid             | Placering       |
| ------------------ | ------------------- | --------------- | --------------- |
| Luis Lemus         | Herrarnas linjelopp | Fullföljde inte | Fullföljde inte |
| Carolina Rodríguez | Damernas linjelopp  | Fullföljde inte | Fullföljde inte |

### Mountainbike
| Idrottare         | Gren                  | Tid     | Placering |
| ----------------- | --------------------- | ------- | --------- |
| Daniela Campuzano | Damernas mountainbike | 1:36:33 | 16        |

### Bana
Omnium
| Cyklist       | Gren             | Scratch-lopp | Scratch-lopp | Individuell förföljelse | Individuell förföljelse | Individuell förföljelse | Utslagslopp | Utslagslopp | Tempolopp | Tempolopp | Tempolopp | Flygande varv | Flygande varv | Flygande varv | Poänglopp | Poänglopp | Totalpoäng | Placering |
| Cyklist       | Gren             | Placering    | Poäng        | Tid                     | Placering               | Poäng                   | Placering   | Poäng       | Tid       | Placering | Poäng     | Tid           | Placering     | Poäng         | Poäng     | Placering | Totalpoäng | Placering |
| ------------- | ---------------- | ------------ | ------------ | ----------------------- | ----------------------- | ----------------------- | ----------- | ----------- | --------- | --------- | --------- | ------------- | ------------- | ------------- | --------- | --------- | ---------- | --------- |
| Ignacio Prado | Herrarnas omnium | 13           | 16           | 4:29,396                | 14                      | 14                      | 9           | 24          | 1:05,839  | 17        | 8         | 14,046        | 17            | 8             | 3         | 10        | 73         | 15        |

## Friidrott
Förkortningar
- Notera– Placeringar avser endast det specifika heatet.
- Q = Tog sig vidare till nästa omgång
- q = Tog sig vidare till nästa omgång som den snabbaste förloraren eller, i fältgrenarna, genom placering utan att nå kvalgränsen
- NR = Nationellt rekord
- N/A = Omgången fanns inte i grenen
- Bye = Idrottaren behövde inte tävla i omgången

Herrar
Bana och väg
| Idrottare           | Gren                 | Heat     | Heat      | Semifinal | Semifinal | Final            | Final            |
| Idrottare           | Gren                 | Resultat | Placering | Resultat  | Placering | Resultat         | Placering        |
| ------------------- | -------------------- | -------- | --------- | --------- | --------- | ---------------- | ---------------- |
| Jose Carlos Herrera | Herrarnas 200 meter  | 20,29    | 1 Q       | 20,48     | 8         | Gick inte vidare | Gick inte vidare |
| Ricardo Ramos       | Herrarnas maraton    | i.u.     | i.u.      | i.u.      | i.u.      | 2:30:20          | 120              |
| Daniel Vargas       | Herrarnas maraton    | i.u.     | i.u.      | i.u.      | i.u.      | 2:18:51          | 54               |
| Pedro Daniel Gómez  | Herrarnas 20 km gång | i.u.     | i.u.      | i.u.      | i.u.      | 1:22:22          | 23               |
| Ever Palma          | Herrarnas 20 km gång | i.u.     | i.u.      | i.u.      | i.u.      | 1:21:24          | 14               |
| Julio César Salazar | Herrarnas 20 km gång | i.u.     | i.u.      | i.u.      | i.u.      | 1:27:38          | 52               |
| Horacio Nava        | Herrarnas 50 km gång | i.u.     | i.u.      | i.u.      | i.u.      | 3:50:53          | 13               |
| José Leyver Ojeda   | Herrarnas 50 km gång | i.u.     | i.u.      | i.u.      | i.u.      | 3:56:07          | 25               |
| Omar Zepeda         | Herrarnas 50 km gång | i.u.     | i.u.      | i.u.      | i.u.      | 3:51:35          | 16               |

Fältgrenar
| Idrottare       | Gren                    | Kval    | Kval      | Final            | Final            |
| Idrottare       | Gren                    | Distans | Placering | Distans          | Placering        |
| --------------- | ----------------------- | ------- | --------- | ---------------- | ---------------- |
| Alberto Álvarez | Herrarnas tresteg       | 16,67   | 10 q      | 16,56            | 9                |
| Edgar Rivera    | Herrarnas höjdhopp      | 2,17    | 35        | Gick inte vidare | Gick inte vidare |
| Diego del Real  | Herrarnas släggkastning | 75,19   | 5 q       | 76,05            | 4                |

Damer
Bana och väg
| Idrottare                | Gren                  | Final    | Final     |
| Idrottare                | Gren                  | Resultat | Placering |
| ------------------------ | --------------------- | -------- | --------- |
| Brenda Flores            | Damernas 10 000 meter | 32:39,08 | 32        |
| Marisol Romero           | Damernas 10 000 meter | 35:33,03 | 35        |
| Margarita Hernández      | Damernas maraton      | 2:38:15  | 48        |
| Madaí Pérez              | Damernas maraton      | 2:34:42  | 32        |
| María Guadalupe González | Damernas 20 km gång   | 1:28:37  | 2         |
| Alejandra Ortega         | Damernas 20 km gång   | 1:37:33  | 41        |
| María Guadalupe Sánchez  | Damernas 20 km gång   | 1:33:44  | 23        |

Fältgrenar
| Idrottare      | Gren               | Kval    | Kval      | Final            | Final            |
| Idrottare      | Gren               | Distans | Placering | Distans          | Placering        |
| -------------- | ------------------ | ------- | --------- | ---------------- | ---------------- |
| Yvonne Treviño | Damernas längdhopp | 6,16    | 30        | Gick inte vidare | Gick inte vidare |

## Fäktning
Herrar
| Idrottare    | Gren              | Omgång 2          | Omgång 2              | Kvartsfinal       | Semifinal         | Final / BM        | Final / BM       |                  |
| Idrottare    | Gren              | Motståndare Poäng | Motståndare Poäng     | Motståndare Poäng | Motståndare Poäng | Motståndare Poäng | Placering        |                  |
| ------------ | ----------------- | ----------------- | --------------------- | ----------------- | ----------------- | ----------------- | ---------------- | ---------------- |
| Daniel Gómez | Herrarnas florett | Bye               | Avola (ITA) L 5–15    | Gick inte vidare  | Gick inte vidare  | Gick inte vidare  | Gick inte vidare | Gick inte vidare |
| Julián Ayala | Herrarnas sabel   | i.u.              | Szilágyi (HUN) L 9–15 | Gick inte vidare  | Gick inte vidare  | Gick inte vidare  | Gick inte vidare | Gick inte vidare |

Damer
| Idrottare                                                   | Gren                        | Omgång 2               | Omgång 2             | Kvartsfinal       | Semifinal         | Final / BM                    | Final / BM                  |                  |
| Idrottare                                                   | Gren                        | Motståndare Poäng      | Motståndare Poäng    | Motståndare Poäng | Motståndare Poäng | Motståndare Poäng             | Placering                   |                  |
| ----------------------------------------------------------- | --------------------------- | ---------------------- | -------------------- | ----------------- | ----------------- | ----------------------------- | --------------------------- | ---------------- |
| Alejandra Terán                                             | Damernas värja              | Nakano (JPN) L 12–15   | Gick inte vidare     | Gick inte vidare  | Gick inte vidare  | Gick inte vidare              | Gick inte vidare            | Gick inte vidare |
| Nataly Michel                                               | Damernas florett            | Bye                    | Prescod (USA) L 9–15 | Gick inte vidare  | Gick inte vidare  | Gick inte vidare              | Gick inte vidare            | Gick inte vidare |
| Tania Arrayales                                             | Damernas sabel              | i.u.                   | Egorian (RUS) L 7–15 | Gick inte vidare  | Gick inte vidare  | Gick inte vidare              | Gick inte vidare            | Gick inte vidare |
| Úrsula González                                             | Damernas sabel              | Toledo (MEX) W 15–11   | Charlan (UKR) L 8–15 | Gick inte vidare  | Gick inte vidare  | Gick inte vidare              | Gick inte vidare            | Gick inte vidare |
| Julieta Toledo                                              | Damernas sabel              | González (MEX) L 11–15 | Gick inte vidare     | Gick inte vidare  | Gick inte vidare  | Gick inte vidare              | Gick inte vidare            | Gick inte vidare |
| Tania Arrayales Úrsula González Paola Pliego Julieta Toledo | Damernas lagtävling i sabel | i.u.                   | i.u.                 | i.u.              | Ryssland L 31–45  | Placeringsmatch Polen L 23–45 | 7:e plats Frankrike W 45–38 | 7                |

## Golf
| Spelare           | Gren              | Runda 1 | Runda 2 | Runda 3 | Runda 4 | Totalt | Totalt | Totalt    |
| Spelare           | Gren              | Poäng   | Poäng   | Poäng   | Poäng   | Poäng  | Par    | Placering |
| ----------------- | ----------------- | ------- | ------- | ------- | ------- | ------ | ------ | --------- |
| Rodolfo Cazaubón  | Herrarnas tävling | 76      | 66      | 68      | 73      | 283    | −1     | =30       |
| Gaby López        | Damernas tävling  | 71      | 67      | 76      | 72      | 286    | +2     | =31       |
| Alejandra Llaneza | Damernas tävling  | 73      | 68      | 73      | 80      | 294    | +10    | =44       |

## Gymnastik

### Artistisk
Herrar
| Gymnast       | Gren      | Kval    | Kval    | Kval    | Kval    | Kval    | Kval    | Kval   | Kval      | Final            | Final            | Final            | Final            | Final            | Final            | Final            | Final            |
| Gymnast       | Gren      | Redskap | Redskap | Redskap | Redskap | Redskap | Redskap | Totalt | Placering | Redskap          | Redskap          | Redskap          | Redskap          | Redskap          | Redskap          | Totalt           | Placerint        |
| Gymnast       | Gren      | F       | PH      | R       | V       | PB      | HB      | Totalt | Placering | F                | PH               | R                | V                | PB               | HB               | Totalt           | Placerint        |
| ------------- | --------- | ------- | ------- | ------- | ------- | ------- | ------- | ------ | --------- | ---------------- | ---------------- | ---------------- | ---------------- | ---------------- | ---------------- | ---------------- | ---------------- |
| Daniel Corral | Bygelhäst | i.u.    | 13,833  | i.u.    | i.u.    | i.u.    | i.u.    | 13,833 | 47        | Gick inte vidare | Gick inte vidare | Gick inte vidare | Gick inte vidare | Gick inte vidare | Gick inte vidare | Gick inte vidare | Gick inte vidare |
| Daniel Corral | Barr      | i.u.    | i.u.    | i.u.    | i.u.    | 15,000  | i.u.    | 15,000 | 25        | Gick inte vidare | Gick inte vidare | Gick inte vidare | Gick inte vidare | Gick inte vidare | Gick inte vidare | Gick inte vidare | Gick inte vidare |

Damer
| Gymnast      | Gren                 | Kval    | Kval    | Kval    | Kval    | Kval   | Kval      | Final            | Final            | Final            | Final            | Final            | Final            |
| Gymnast      | Gren                 | Redskap | Redskap | Redskap | Redskap | Totalt | Placering | Redskap          | Redskap          | Redskap          | Redskap          | Totalt           | Placering        |
| Gymnast      | Gren                 | V       | UB      | BB      | F       | Totalt | Placering | V                | UB               | BB               | F                | Totalt           | Placering        |
| ------------ | -------------------- | ------- | ------- | ------- | ------- | ------ | --------- | ---------------- | ---------------- | ---------------- | ---------------- | ---------------- | ---------------- |
| Alexa Moreno | Individuell mångkamp | 14,633  | 13,333  | 13,300  | 13,833  | 54,866 | 31        | Gick inte vidare | Gick inte vidare | Gick inte vidare | Gick inte vidare | Gick inte vidare | Gick inte vidare |

## Judo
| Idrottare        | Gren                          | Omgång 1                    | Omgång 2                 | Kvartsfinaler        | Semifinaler          | Återkval             | Final / BM           | Final / BM       |
| Idrottare        | Gren                          | Motståndare Resultat        | Motståndare Resultat     | Motståndare Resultat | Motståndare Resultat | Motståndare Resultat | Motståndare Resultat | Placering        |
| ---------------- | ----------------------------- | --------------------------- | ------------------------ | -------------------- | -------------------- | -------------------- | -------------------- | ---------------- |
| Edna Carrillo    | Damernas extra lättvikt −48kg | Lokmanhekim (TUR) W 100–000 | Kondo (JPN) L 000–101    | Gick inte vidare     | Gick inte vidare     | Gick inte vidare     | Gick inte vidare     | Gick inte vidare |
| Vanessa Zambotti | Damernas tungvikt +78kg       | Bye                         | Andéol (FRA) L 000–000 S | Gick inte vidare     | Gick inte vidare     | Gick inte vidare     | Gick inte vidare     | Gick inte vidare |

## Kanotsport

### Sprint
| Kanotist      | Gren                | Heat   | Heat      | Semifinaler | Semifinaler | Final  | Final     |
| Kanotist      | Gren                | Tid    | Placering | Tid         | Placering   | Tid    | Placering |
| ------------- | ------------------- | ------ | --------- | ----------- | ----------- | ------ | --------- |
| Marcos Pulido | Herrarnas C-1 200 m | 41,910 | 6 Q       | 42,283      | 5 FB        | 42,098 | 16        |

## Konstsim
| Idrottare                   | Gren  | Teknisk omgång | Teknisk omgång | Fri omgång (inledande) | Fri omgång (inledande)    | Fri omgång (inledande) | Fri omgång (final) | Fri omgång (final)        | Fri omgång (final) |
| Idrottare                   | Gren  | Poäng          | Placering      | Poäng                  | Totalt (tekniskt + fritt) | Placering              | Poäng              | Totalt (tekniskt + fritt) | Placering          |
| --------------------------- | ----- | -------------- | -------------- | ---------------------- | ------------------------- | ---------------------- | ------------------ | ------------------------- | ------------------ |
| Karem Achach Nuria Diosdado | Duett | 84,9268        | 12             | 85,7333                | 170,6601                  | 11 Q                   | 86,0667            | 170,9935                  | 11                 |

## Modern femkamp
| Idrottare        | Gren                 | Fäktning (värja en stöt) | Fäktning (värja en stöt) | Fäktning (värja en stöt) | Fäktning (värja en stöt) | Simning (200 m frisim) | Simning (200 m frisim) | Simning (200 m frisim) | Ridning (hoppning) | Ridning (hoppning) | Ridning (hoppning) | Kombinerat: skytte/löpning (10 m luftpistol)/(3200 m) | Kombinerat: skytte/löpning (10 m luftpistol)/(3200 m) | Kombinerat: skytte/löpning (10 m luftpistol)/(3200 m) | Totalpoäng | Slutlig placering |
| Idrottare        | Gren                 | RR                       | BR                       | Placering                | Poäng                    | Tid                    | Placering              | Poäng                  | Straff             | Placering          | Poäng              | Tid                                                   | Placering                                             | Poäng                                                 | Totalpoäng | Slutlig placering |
| ---------------- | -------------------- | ------------------------ | ------------------------ | ------------------------ | ------------------------ | ---------------------- | ---------------------- | ---------------------- | ------------------ | ------------------ | ------------------ | ----------------------------------------------------- | ----------------------------------------------------- | ----------------------------------------------------- | ---------- | ----------------- |
| Ismael Hernández | Herrar, individuellt | 18–17                    | 0                        | 19                       | 208                      | 2:02,12                | 11                     | 334                    | 71,78              | 5                  | 300                | 11:14:33                                              | 8                                                     | 626                                                   | 1468       | 3                 |
| Tamara Vega      | Damer, individuellt  | 15–20                    | 0                        | 27                       | 190                      | 2:16,89                | 17                     | 290                    | 72,93              | 5                  | 300                | 12:49:39                                              | 11                                                    | 531                                                   | 1311       | 11                |

## Ridsport

### Dressyr
| Ryttare           | Häst  | Gren         | Grand Prix | Grand Prix | Grand Prix Special | Grand Prix Special | Grand Prix Fristil | Grand Prix Fristil | Totalt           | Totalt           |
| Ryttare           | Häst  | Gren         | Poäng      | Placering  | Poäng              | Placering          | Tekniskt           | Artistiskt         | Poäng            | Placering        |
| ----------------- | ----- | ------------ | ---------- | ---------- | ------------------ | ------------------ | ------------------ | ------------------ | ---------------- | ---------------- |
| Bernadette Pujals | Rolex | Individuellt | 66,757     | 51         | Gick inte vidare   | Gick inte vidare   | Gick inte vidare   | Gick inte vidare   | Gick inte vidare | Gick inte vidare |

## Rodd
| Roddare             | Gren                    | Heat    | Heat      | Återkval | Återkval  | Kvartsfinal | Kvartsfinal | Semifinal | Semifinal | Final   | Final     |
| Roddare             | Gren                    | Tid     | Placering | Tid      | Placering | Tid         | Placering   | Tid       | Placering | Tid     | Placering |
| ------------------- | ----------------------- | ------- | --------- | -------- | --------- | ----------- | ----------- | --------- | --------- | ------- | --------- |
| Juan Carlos Cabrera | Herrarnas singelsculler | 7:08,27 | 2 QF      | Bye      | Bye       | 6:50,04     | 2 SA/B      | 7:03,68   | 4 FB      | 6:50,02 | 8         |
| Kenia Lechuga       | Damernas singelsculler  | 8:11,44 | 1 QF      | Bye      | Bye       | 7:44,11     | 3 SA/B      | 8:14,76   | 6 FB      | 7:40,39 | 12        |

## Segling
Herrar
| Idrottare    | Gren            | Lopp | Lopp | Lopp | Lopp | Lopp | Lopp | Lopp | Lopp | Lopp | Lopp | Lopp | Lopp | Lopp | Nettopoäng | Slutlig placering |
| Idrottare    | Gren            | 1    | 2    | 3    | 4    | 5    | 6    | 7    | 8    | 9    | 10   | 11   | 12   | M*   | Nettopoäng | Slutlig placering |
| ------------ | --------------- | ---- | ---- | ---- | ---- | ---- | ---- | ---- | ---- | ---- | ---- | ---- | ---- | ---- | ---------- | ----------------- |
| David Mier   | Herrarnas RS:X  | 28   | 21   | 22   | 26   | 21   | 17   | 32   | 15   | 5    | 16   | 15   | 21   | EL   | 207        | 20                |
| Yanic Gentry | Herrarnas laser | 41   | 42   | 29   | 43   | 34   | 36   | 38   | DNF  | 41   | 36   | i.u. | i.u. | EL   | 340        | 42                |

Damer
| Idrottare   | Gren          | Lopp | Lopp | Lopp | Lopp | Lopp | Lopp | Lopp | Lopp | Lopp | Lopp | Lopp | Lopp | Lopp | Nettopoäng | Slutlig placering |
| Idrottare   | Gren          | 1    | 2    | 3    | 4    | 5    | 6    | 7    | 8    | 9    | 10   | 11   | 12   | M*   | Nettopoäng | Slutlig placering |
| ----------- | ------------- | ---- | ---- | ---- | ---- | ---- | ---- | ---- | ---- | ---- | ---- | ---- | ---- | ---- | ---------- | ----------------- |
| Demita Vega | Damernas RS:X | 11   | 18   | 18   | 9    | 10   | 17   | 27   | 8    | 13   | 17   | 11   | 15   | EL   | 147        | 13                |

## Simhopp
Herrar
| Hoppare                     | Gren                          | Kval   | Kval      | Semifinal | Semifinal | Final            | Final            |
| Hoppare                     | Gren                          | Poäng  | Placering | Poäng     | Placering | Poäng            | Placering        |
| --------------------------- | ----------------------------- | ------ | --------- | --------- | --------- | ---------------- | ---------------- |
| Rodrigo Diego López         | Herrarnas 3 m                 | 430,70 | 8 Q       | 356,05    | 16        | Gick inte vidare | Gick inte vidare |
| Rommel Pacheco              | Herrarnas 3 m                 | 488,25 | 2 Q       | 469,70    | 2 Q       | 451,20           | 7                |
| Iván García                 | Herrarnas 10 m                | 418,90 | 15 Q      | 497,55    | 3         | 418,95           | 10               |
| Germán Sánchez              | Herrarnas 10 m                | 430,05 | 12 Q      | 462,05    | 9         | 532,70           | 2                |
| Jahir Ocampo Rommel Pacheco | Herrarnas synkroniserade 3 m  | i.u.   | i.u.      | i.u.      | i.u.      | 405,30           | 5                |
| Iván García Germán Sánchez  | Herrarnas synkroniserade 10 m | i.u.   | i.u.      | i.u.      | i.u.      | 423,30           | 5                |

Damer
| Dolores Hernández               | Damernas 3 m                 | 295,20 | 18 Q | 293,05           | 16               | Gick inte vidare | Gick inte vidare | Gick inte vidare | Gick inte vidare | Gick inte vidare |
| Melany Hernández                | Damernas 3 m                 | 279,45 | 22   | Gick inte vidare | Gick inte vidare | Gick inte vidare | Gick inte vidare | Gick inte vidare | Gick inte vidare |                  |
| Paola Espinosa                  | Damernas 10 m                | 313,70 | 13 Q | 306,45 Q         | 12               | 377,10           | 4                |                  |                  |                  |
| Alejandra Orozco                | Damernas 10 m                | 287,45 | 20   | Gick inte vidare | Gick inte vidare | Gick inte vidare | Gick inte vidare | Gick inte vidare | Gick inte vidare |                  |
| Paola Espinosa Alejandra Orozco | Damernas synkroniserade 10 m | i.u.   | i.u. | i.u.             | i.u.             | 304,08           | 6                |                  |                  |                  |

## Simning
| Simmare        | Gren                      | Heat     | Heat      | Semifinal        | Semifinal        | Final            | Final            |
| Simmare        | Gren                      | Tid      | Placering | Tid              | Placering        | Tid              | Placering        |
| -------------- | ------------------------- | -------- | --------- | ---------------- | ---------------- | ---------------- | ---------------- |
| Long Gutiérrez | Herrarnas 100 m fjärilsim | 53,34    | 32        | Gick inte vidare | Gick inte vidare | Gick inte vidare | Gick inte vidare |
| Ricardo Vargas | Herrarnas 1 500 m frisim  | 15.11,53 | 25        | i.u.             | i.u.             | Gick inte vidare | Gick inte vidare |
| Liliana Ibáñez | Damernas 50 m frisim      | 25,25    | 28        | Gick inte vidare | Gick inte vidare | Gick inte vidare | Gick inte vidare |

## Taekwondo
| Idrottare       | Gren             | Åttondelsfinaler        | Kvartsfinaler          | Semifinaer               | Återkval             | Final                           | Final            |
| Idrottare       | Gren             | Motståndare Resultat    | Motståndare Resultat   | Motståndare Resultat     | Motståndare Resultat | Motståndare Resultat            | Placering        |
| --------------- | ---------------- | ----------------------- | ---------------------- | ------------------------ | -------------------- | ------------------------------- | ---------------- |
| Carlos Navarro  | Herrarnas −58 kg | Shriha (LBA) W 23–9 PTG | Teixeira (BRA) W 8–5   | Zhao S (CHN) L 4–9       | Bye                  | Kim T-h (KOR) L 5–7             | 5                |
| Saúl Gutiérrez  | Herrarnas −68 kg | Pürevjav (MGL) L 11–12  | Gick inte vidare       | Gick inte vidare         | Gick inte vidare     | Gick inte vidare                | Gick inte vidare |
| Itzel Manjarrez | Damernas −49 kg  | Keleku (COD) W 9–5      | Sing (BRA) W 14–4      | Bogdanović (SRB) L 0–10  | Bye                  | Wongpattanakit (THA) L 3–15 PTG | 5                |
| María Espinoza  | Damernas +67 kg  | Alora (PHI) W 4–1       | Dislam (MAR) W 3–2 SUD | Galloway (USA) W 0–0 SUP | Bye                  | Zheng Sy (CHN) L 1–5            | 2                |

## Tennis
| Spelare                                     | Gren       | Omgång 1                          | Åttondelsfinaler                      | Kvartsfinaler     | Semifinaler       | Final / BM        | Final / BM       |
| Spelare                                     | Gren       | Motståndare Poäng                 | Motståndare Poäng                     | Motståndare Poäng | Motståndare Poäng | Motståndare Poäng | Placering        |
| ------------------------------------------- | ---------- | --------------------------------- | ------------------------------------- | ----------------- | ----------------- | ----------------- | ---------------- |
| Santiago González Miguel Ángel Reyes-Varela | Herrdubbel | Fleming / Inglot (GBR) W 6–3, 6–0 | Mergea / Tecău (ROU) L 3–6, 6–7(9–11) | Gick inte vidare  | Gick inte vidare  | Gick inte vidare  | Gick inte vidare |

## Triathlon
| Idrottare         | Gren                | Simning (1,5 km) | Trans 1 | Cykling (40 km) | Trans 2 | Löpning (10 km) | Totaltid | Placering |
| ----------------- | ------------------- | ---------------- | ------- | --------------- | ------- | --------------- | -------- | --------- |
| Rodrigo González  | Herrarnas triathlon | 18:38            | 0:49    | Lapped          | Lapped  | Lapped          | Lapped   | Lapped    |
| Crisanto Grajales | Herrarnas triathlon | 17:59            | 0:50    | 55:52           | 0:34    | 32:13           | 1:47:28  | 12        |
| Irving Pérez      | Herrarnas triathlon | 17:35            | 0:45    | 56:21           | 0:35    | 33:10           | 1:48:26  | 22        |
| Cecilia Pérez     | Damernas triathlon  | 19:10            | 0:55    | 1:04:39         | 0:37    | 37:26           | 2:02:47  | 33        |
| Claudia Rivas     | Damernas triathlon  | 19:05            | 0:58    | 1:01:27         | 0:40    | 36:18           | 1:58:28  | 9         |